# فرامرز گلشنی
فرامرز گلشنی (زادهٔ ۱۳۳۱ - درگذشت ۹ آذر ۱۳۹۸)ا نمایندهٔ حوزهٔ انتخابیهٔ رودبار در دورهٔ پنجم مجلس شورای اسلامی بوده‌است. وی پیش‌تر در دورهٔ چهارم نیز عضو این مجلس بود.